# Madhubala
Madhubala (nacida Mumtaz Jehan Begum Dehlavi; 14 de febrero de 1933 - 23 de febrero de 1969) fue una actriz y productora india que trabajó en el cine hindi. En una carrera que abarcó más de 20 años, estuvo predominantemente activa solo durante una década, pero había aparecido en más de 60 películas en el momento de su muerte en 1969. Medio siglo después, sigue siendo muy apreciada, con sus representaciones. de personajes independientes y de voluntad fuerte que se ven como una desviación significativa de las representaciones regulares de mujeres en la pantalla india.
Nacida y criada en Delhi, Madhubala se mudó a Bombay con su familia cuando tenía 8 años y poco después apareció en papeles menores en varias películas. Pronto progresó a los papeles principales a fines de la década de 1940 y obtuvo éxito con los dramas Neel Kamal (1947) y Amar (1954), la película de terror Mahal (1949) y las películas románticas Badal (1951) y Tarana (1951). Tras un breve revés, Madhubala saltó a la fama internacional con sus papeles en las comedias Mr. & Mrs. '55 (1955), Chalti Ka Naam Gaadi (1958) y Half Ticket (1962), las películas policiacas Howrah Bridge y Kala Pani ( ambos de 1958), y el musical Barsaat Ki Raat (1960).
La interpretación de Madhubala de Anarkali en el drama épico histórico Mughal-e-Azam (1960), la película más taquillera de la India en ese momento, le valió elogios generalizados y una nominación para un premio Filmfare en la categoría de Mejor Actriz; Desde entonces, su actuación ha sido descrita por los críticos como una de las mejores en la historia del cine indio. Trabajó esporádicamente en el cine en la década de 1960, haciendo su última aparición en el drama Sharabi (1964). Además, produjo tres películas bajo su productora Madhubala Private Ltd., que fue cofundada por ella en 1953.
A pesar de mantener una fuerte privacidad, Madhubala obtuvo una importante cobertura mediática por actuar activamente en obras de caridad y por sus relaciones con el actor Dilip Kumar, que duró siete años, y con el actor y cantante Kishore Kumar, con quien finalmente se casó en 1960. Desde el comienzo de su treinta años, sufría episodios recurrentes de dificultad para respirar y hemoptisis causados por un defecto del tabique ventricular, lo que finalmente la llevó a su muerte prematura en 1969.

## Infancia y carrera temprana

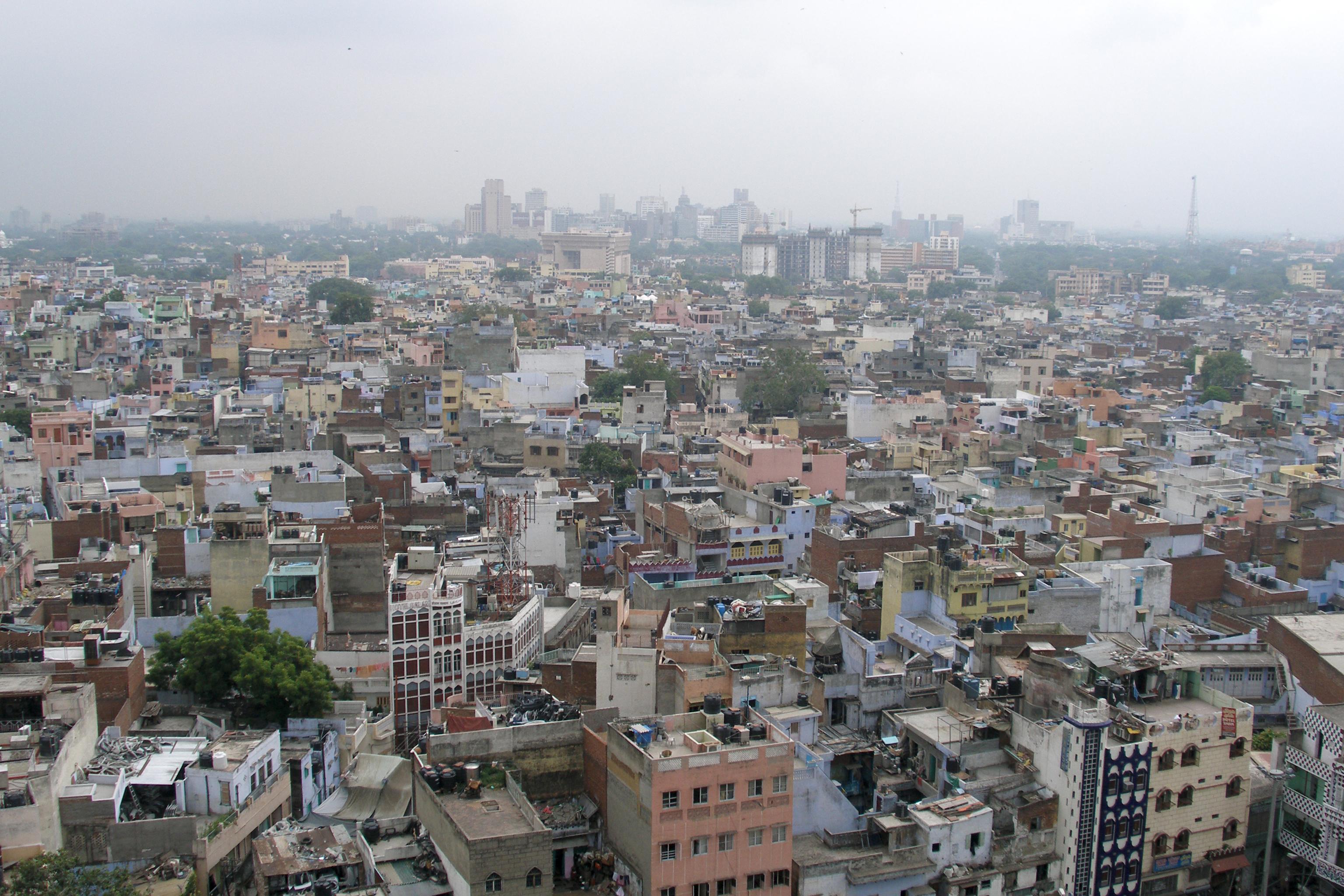
Ciudad natal de Madhubala, Delhi

Madhubala nació como Mumtaz Jehan Begum Dehlavi en Delhi, India británica, el 14 de febrero de 1933. Fue la quinta de once hijos de Ataullah Khan y Aayesha Begum. Al menos cuatro de los hermanos de Madhubala murieron cuando eran bebés; sus hermanas que sobrevivieron hasta la edad adulta fueron Kaneez Fatima (n. 1925), Altaf (n. 1930), Chanchal (n. 1934) y Zahida (n. 1949). Khan, que pertenecía a la tribu Yusufzai de pastunes del valle de Peshawar, era empleado de Imperial Tabacco Company. Desconocido para los miembros de su familia, Madhubala nació con un defecto del tabique ventricular, un trastorno cardíaco congénito que no tenía tratamiento en ese momento. Según la leyenda, un estimado hombre espiritual musulmán predijo que ganaría fama y fortuna, pero que llevaría una vida infeliz y moriría a una edad temprana.: 19 
Madhubala pasó la mayor parte de su infancia en Delhi y creció sin ningún tipo de problema de salud. Debido a las ideas ortodoxas de su padre musulmán, ni Madhubala ni ninguna de sus hermanas, excepto Zahida, asistieron a la escuela.: 19  No obstante, Madhubala aprendió urdu, hindi y su lengua materna, el pashto, bajo la guía de su padre. Una cinéfila ávida desde el principio, solía representar sus escenas favoritas frente a su madre y pasaba el tiempo bailando e imitando personajes de películas para entretenerse. A pesar de su educación conservadora, aspiraba a convertirse en actriz de cine, lo que su padre desaprobaba estrictamente.
La decisión de Khan cambió en 1940 después de que lo despidieran de la empresa de empleados por portarse mal con un alto funcionario. La madre de Madhubala temía el ostracismo si permitían que su pequeña hija trabajara en la industria del entretenimiento, pero Khan se mantuvo firme.: 19  Pronto Madhubala fue empleado en la estación de radio All India para cantar composiciones de Khurshid Anwar. El niño de siete años continuó trabajando allí durante meses y conoció a Rai Bahadur Chunnilal, el gerente general del estudio Bombay Talkies, ubicado en Bombay. A Chunnilal le gustó inmediatamente Madhubala, y finalmente le sugirió a Khan que visitara Bombay para tener un mejor estilo de vida.

## Carrera de actuación

### Primeros trabajos y avance (1942-1949)

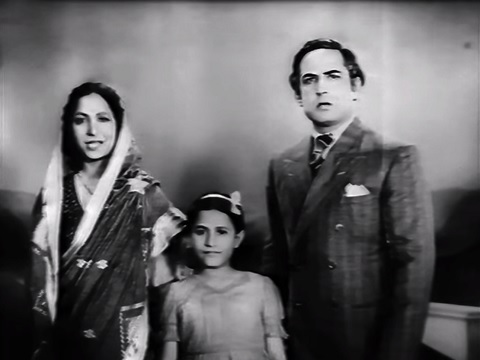
Baby Mumtaz (Madhubala) desempeñó un papel menor en la producción de Bombay Talkies, Basant (1942), protagonizada por Mumtaz Shanti (izquierda) y Ulhas (derecha).

En el verano de 1941, Khan, Madhubala y otros miembros de la familia se mudaron a Bombay y se establecieron en un establo presente en los suburbios de Malad en Bombay. Tras la aprobación de los ejecutivos del estudio, Chunnilal contrató a Madhubala para un papel juvenil en la producción de Bombay Talkies, Basant (1942), con un salario de 150 rupias. Lanzado en julio de 1942, Basant se convirtió en un gran éxito comercial, pero aunque el trabajo de Madhubala ganó reconocimiento, el estudio canceló su contrato porque no requería un niño actor en ese momento. Decepcionado, Khan tuvo que regresar una vez más a su familia a Delhi. Posteriormente encontró trabajos temporales mal pagados en la ciudad ,: 21  pero continuó luchando financieramente.
En 1944, la directora y ex actriz de Bombay Talkies, Devika Rani, envió a buscar a Khan para convocar a Madhubala para el papel en Jwar Bhata (1944). Madhubala no obtuvo la película, pero Khan ahora decidió establecerse permanentemente en Bombay viendo una perspectiva en las películas. La familia regresó nuevamente a su residencia temporal en Malad y Khan y Madhubala comenzaron a visitar con frecuencia los estudios de cine de toda la ciudad en busca de trabajo. Madhubala pronto firmó un contrato de tres años con el estudio Ranjit Movietone de Chandulal Shah, con un pago mensual de ₹ 300. Sus ingresos llevaron a Khan a mudar a la familia a una casa vecina alquilada en Malad.
En abril de 1944, la casa alquilada fue destruida por la explosión de un muelle; Madhubala y su familia sobrevivieron solo porque habían ido a un teatro local. Después de mudarse a la casa de su amiga, Madhubala continuó su carrera cinematográfica, interpretando papeles menores en cinco de las películas de Ranjit: Mumtaz Mahal (1944), Dhanna Bhagat (1945), Rajputani (1946), Phoolwari (1946) y Pujari (1946); ella fue acreditada como "Baby Mumtaz" en todos ellos. Enfrentó numerosos problemas en estos años; durante el rodaje de Phoolwari en 1945, Madhubala vomitó sangre, lo que presagiaba su enfermedad que poco a poco se estaba arraigando.: 42–43  En 1946, tuvo que pedir dinero prestado a un productor de cine para el tratamiento de su madre embarazada. Deseosa de establecer un punto de apoyo en la industria, en noviembre de 1946, Madhubala comenzó a filmar para dos de las empresas de dirección de Mohan Sinha, Chittor Vijay y Mere Bhagwaan, que se suponía que serían su introducción a la pantalla grande en papeles para adultos.
El primer proyecto de Madhubala en un papel principal fue Daulat de Sohrab Modi, pero se archivó indefinidamente (y no sería revivido hasta el próximo año). Su debut como protagonista se produjo en el drama Neel Kamal de Kidar Sharma, en el que actuó junto al debutante Raj Kapoor y Begum Para. Le ofrecieron la película después de que muriera la primera elección de Sharma, la actriz Kamla Chatterjee. Lanzado en marzo de 1947, Neel Kamal fue popular entre la audiencia y obtuvo un amplio reconocimiento público para Madhubala. Luego volvió a hacer equipo con Kapoor en Chittor Vijay y Dil Ki Rani, ambos lanzados en 1947, y en Amar Prem, que salió al año siguiente. Estas películas fueron empresas fallidas que no lograron impulsar su carrera. Durante este período, tuvo que cobrar una cantidad relativamente menor que su tarifa habitual para atraer más ofertas.: 39–46  Para asegurar económicamente a su familia, Madhubala firmó rápidamente 24 películas.
Impresionada por su trabajo en Neel Kamal, en el que se acreditaba a Madhubala como "Mumtaz", Devika Rani le sugirió que tomara "Madhubala" como su nombre profesional. Madhubala encontró su primer éxito comercial y de crítica en el drama Lal Dupatta, que The Indian Express mencionó como un gran avance para ella. El crítico Baburao Patel describió la película como "el primer hito de su madurez en la actuación cinematográfica". Recibió más críticas positivas por sus papeles secundarios en Parai Aag (1948), Paras y Singaar (ambos de 1949).: 39, 141, 146  En 1949, Madhubala interpretó a una mujer fatal en Mahal de Kamal Amrohi, la primera película de terror del cine indio. Varias actrices, incluida Suraiya, fueron consideradas para el papel, pero Amrohi insistió en elegir a Madhubala. La película se produjo con un presupuesto modesto debido a limitaciones financieras, y los analistas comerciales predijeron que sería un fracaso debido a su tema poco convencional.
Mahal se estrenó en octubre de 1949 y resultó ser una película inmensamente popular entre el público. En Beyond the Boundaries of Bollywood, Rachel Dwyer notó que la ignorancia de Madhubala entre la audiencia se sumó a la naturaleza misteriosa de su personaje, Kamini, quien finge ser una aparición para ganarse el amor del empleador de su padre, el jardinero. La película, que sería la primera de muchas colaboraciones de Madhubala con el actor y cuñado Ashok Kumar, se convirtió en el tercer mayor éxito de taquilla del año, lo que la llevó a firmar una serie de papeles protagónicos junto a los actores principales de la hora.

### Ascenso a la prominencia y luchas (1950-1957)
Después de otro éxito de taquilla en Dulari (1949), Madhubala interpretó al interés amoroso de Ajit en el drama social Beqasoor (1950) de K. Amarnath. La función recibió críticas positivas y se ubicó entre las producciones de Bollywood más taquilleras del año. También en 1950, apareció en la comedia dramática Hanste Aansoo, que se convirtió en la primera película india en obtener una certificación para adultos, luego de la enmienda de la Ley cinematográfica india original (1918) en diciembre de 1949. Al año siguiente, Madhubala protagonizó la película de acción Badal (1951), dirigida por Amiya Chakravarty, una nueva versión de Las aventuras de Robin Hood. Su interpretación de una princesa que, sin saberlo, se enamora del personaje de Prem Nath recibió críticas mixtas; un crítico elogió su apariencia, pero le aconsejó que "aprendiera a hablar su diálogo de manera lenta, clara y efectiva en lugar de recitar sus líneas en un tono monótono". Posteriormente interpretó el papel titular en el romance Saiyan de M. Sadiq, que Roger Yue de The Singapore Free Press comentó que se interpretó "a la perfección". Tanto Badal como Saiyan demostraron ser grandes éxitos de taquilla. Madhubala luego colaboró con el actor Dilip Kumar dos veces seguidas, en la comedia Tarana de 1951 y el drama Sangdil de 1952. Estas películas también tuvieron un buen desempeño financiero, popularizando a la pareja dentro y fuera de la pantalla entre una amplia audiencia. La reseña filmindia de Tarana de Baburao Patel decía: "Por cierto, Madhubala ofrece la mejor actuación de su carrera en la pantalla en esta película. Parece haber descubierto su alma por fin en la compañía de Dilip Kumar".
El período a mediados de la década de 1950 vio una caída en el éxito de Madhubala, ya que la mayoría de sus lanzamientos fracasaron comercialmente, lo que la llevó a ser etiquetada como "veneno de taquilla". Madhubala participó en el drama de época Shahehshah (1953) antes de que Kamini Kaushal la reemplazara. En abril de 1953, Madhubala fundó una productora llamada Madhubala Private Ltd. Al año siguiente, mientras rodaba en Madrás para Bahut Din Huwe (1954), de S. S. Vasan, sufrió un importante revés de salud debido a su enfermedad cardíaca. Regresó a Bombay después de completar la película y se tomó una breve licencia médica del trabajo, lo que la llevó a ser reemplazada (por Nimmi) en Uran Khatola (1955). Más tarde, Madhubala protagonizó otra película de 1954: Amar de Mehboob Khan, que interpreta a una trabajadora social involucrada en un triángulo amoroso junto con Dilip Kumar y Nimmi. Madhubala improvisó una escena de la película; no tuvo éxito en la taquilla. Sin embargo, Rachit Gupta de Filmfare declaró que Madhubala eclipsó a sus coprotagonistas y "derribó su papel con una actuación matizada". Escribiendo para Rediff.com en 2002, Dinesh Raheja describió a Amar como "posiblemente la primera actuación verdaderamente madura de Madhubala" y destacó en particular una escena dramática en la que aparecía con Dilip.. El siguiente lanzamiento de Madhubala fue su propia empresa de producción, Naata (1955), en la que coprotagonizó con su hermana Chanchal en la vida real. La película recibió una respuesta tibia y perdió mucho dinero, lo que llevó a Madhubala a vender su búngalo Kismet para compensar.

## notas al pie
1. ↑  Roy, 2019, p. 151. : "Su actuación más desafiante, como una cortesana condenada que está enamorada del hijo (o príncipe heredero) del emperador mogol Akbar, ocupa un lugar destacado en todas las listas de las mejores actuaciones femeninas del cine indio."
2. ↑  
Akbar, 1997, p. 39; Booch, 1962, p. 75; Roy, 2019, p. 150; Lanba y Patel, 2012, p. 115.
3. 1 2 3 4  Lanba y Patel, 2012, p. 115.
4. 1 2 3  Jhingana, 2010, p. 24.
5. ↑  En 2017, en una entrevista para Filmfare, Madhur Bhushan (née Zahida) informó que Kaneez tiene 92 años, Altaf tiene 87 y Chanchal tiene 83 años. Hablando con la misma revista en otra ocasión, contó que nació cuando Madhubala tenía 16 años, es decir, en 1949.
6. 1 2  Khan, Javed (18 de enero de 2015). «Madhubala: From Peshawar with love ...» (en inglés estadounidense). Dawn. Archivado desde el original el 20 de abril de 2018. Consultado el 20 de abril de 2018.
7. ↑  Ekbal, 2009, p. 17.
8. ↑  «The blue baby syndrome». Deccan Herald (en inglés). 25 de septiembre de 2015. Consultado el 4 de octubre de 2021.
9. ↑  «What Killed Madhubala: A Close Look at the Death of A Bollywood Icon». Mr. & Mrs. 55 – Classic Bollywood Revisited!. 5 de febrero de 2013. Archivado desde el original el 12 de mayo de 2019. Consultado el 31 de agosto de 2019.
10. 1 2 3 4 5 6 7  Deep, Mohan (1996). The Mystery and Mystique of Madhubala (en inglés). New Delhi: Magna Books. ISBN 1906574219.
11. ↑  Chatterjee, Rituparna (1 de noviembre de 2011). «Top 20: Things you didn't know about Madhubala». News18. Archivado desde el original el 31 de agosto de 2019. Consultado el 31 de agosto de 2019.
12. 1 2  Booch, 1962, p. 76.
13. ↑  
Jhingana, 2010, p. 24; Lanba y Patel, 2012, p. 115.
14. 1 2 3  Noorani, Asif (10 de febrero de 2019). «Flashback: Fifty Years Without Madhubala» (en inglés). Dawn. Consultado el 16 de junio de 2021.
15. 1 2  Patel, 1952, p. 13.
16. ↑  Akbar, 1997, p. 40.
17. ↑  
Patel, 1952, p. 13 for salary; Akbar, 1997, p. 40 for work.
18. ↑  «Box Office 1942». Box Office India. 5 de febrero de 2010. Archivado desde el original el 5 de febrero de 2010. Consultado el 21 de noviembre de 2021.
19. ↑  Akbar, 1997, pp. 40–41.
20. ↑  Bhatia, 1952, p. 142 for the family's return to Delhi.
21. 1 2 3  Bhatia, 1952, p. 142.
22. ↑  
Lanba y Patel, 2012, p. 115; Bhatia, 1952, p. 142; Jhingana, 2010, p. 24; Roy, 2019, p. 150.
23. ↑  
Bhatia, 1952, p. 142; Roy, 2019, p. 150.
24. ↑  
Akbar, 1997, p. 40; Booch, 1962, p. 75.
25. 1 2 3  «The Queen of Hearts». The Indian Express (en inglés). 25 de julio de 1997. Consultado el 27 de abril de 2021.
26. ↑  
Akbar, 1997, pp. 44 for "Baby Mumtaz", 203–205 for films; Booch, 1962, p. 75.
27. ↑  Akbar, 1997, p. 41.
28. ↑  Patel, Baburao (1 de noviembre de 1946). «Pictures In Making». Filmindia (New York: The Museum of Modern Art Library). Consultado el 5 de octubre de 2021.
29. ↑  «Blast from the past». The New Indian Express. Consultado el 5 de octubre de 2021.
30. 1 2  The Women of Punjab (en inglés). Chic Publications. 1983. p. 54.
31. 1 2  
Akbar, 1997, p. 44; Bhatia, 1952, p. 142; Jhingana, 2010, p. 25; Lanba y Patel, 2012, pp. 114–115.
32. ↑  
Jhingana, 2010, p. 25; Akbar, 1997, p. 45; Booch, 1962, p. 76.
33. ↑  
Bhatia, 1952, p. 142; Booch, 1962, p. 76.
34. ↑  Akbar, 1997, p. 104.
35. ↑  Akbar, 1997, p. 46.
36. ↑  N, Patcy (15 de agosto de 2019). «'Todavía me arrepiento de haberle dicho que no a Raj Kapoor por Satyam Shivam Sundaram'». Rediff.com (en inglés). Consultado el 30 de julio de 2021.
37. ↑  Según la actriz Vidya Sinha, su abuelo Mohan le había dado a Madhubala su nombre profesional.[36]
38. 1 2  Akbar, 1997, p. 47.
39. 1 2  Dwyer, Rachel (3 de agosto de 2019). «70 Years Ago, 'Mahal' Gave Us an Early Glimpse of Gothic in Bombay Cinema». The Wire. Consultado el 31 de octubre de 2021.
40. ↑  
Akbar, 1997, p. 52–53; Booch, 1962, p. 76.
41. 1 2 3  «Testing times for Madhubala». Pune Mirror (en inglés). 6 de mayo de 2013. Archivado desde el original el 12 de julio de 2021. Consultado el 12 de julio de 2021.
42. ↑  Akbar, 1997, p. 42.
43. 1 2  «Box Office 1949». Box Office India. 16 de octubre de 2013. Archivado desde el original el 16 de octubre de 2013. Consultado el 27 de septiembre de 2021.
«Box Office Results (1940–49)». Box Office India. Archivado desde el original el 14 de octubre de 2013. Consultado el 26 de septiembre de 2021.
44. ↑  
Akbar, 1997, p. 70; Booch, 1962, p. 76; Bhatia, 1952, p. 142; Jhingana, 2010, p. 26; Lanba y Patel, 2012, p. 116.
45. ↑  «Box Office 1950». Box Office India. 7 de febrero de 2009. Archivado desde el original el 7 de febrero de 2009. Consultado el 1 de agosto de 2021.
46. ↑  Akbar, 1997, p. 101.
47. ↑  «Old and truly gold». Tribune India (en inglés). Consultado el 13 de octubre de 2020.
48. ↑  
Akbar, 1997, p. 115–116; Lanba y Patel, 2012, p. 116; Jhingana, 2010, p. 27–28.
49. ↑  Akbar, 1997, p. 115.
50. ↑  Yue, Roger (27 de octubre de 1951). «India's Duel in the Sun a success». The Singapore Free Press. Consultado el 26 de abril de 2021.
51. ↑  «Box Office 1951». Box Office India. Archivado desde el original el 2 de enero de 2010. Consultado el 26 de abril de 2021.
52. ↑  
Akbar, 1997, p. 111; Khdair, 2020, p. 52; Lanba y Patel, 2012, p. 117.
53. ↑  Akbar, 1997, p. 107.
54. ↑  «Box Office 1952». Box Office India. 22 de septiembre de 2012. Archivado desde el original el 22 de septiembre de 2012. Consultado el 13 de julio de 2021.
55. ↑  Akbar, 1997, pp. 108–109.
56. ↑  «Filmindia in photos». Hindustan Times (en inglés). 29 de junio de 2015. Consultado el 31 de octubre de 2021.
57. ↑  
Jhingana, 2010, p. 26; Lanba y Patel, 2012, p. 116.
58. ↑  Bali, Karan (20 de junio de 2019). «Kamini Kaushal». Upperstall.com. Consultado el 8 de noviembre de 2021.
59. ↑  «Madhubala Private LTD Information». The Economic Times. Archivado desde el original el 8 de mayo de 2019. Consultado el 25 de abril de 2021.
60. ↑  
Akbar, 1997, p. 72; Lanba y Patel, 2012, p. 125.
61. ↑  
Akbar, 1997, p. 72; Jhingana, 2010, p. 28.
62. ↑  Subrahmanyam, Manohar (5 de enero de 2015). «The unknown side of Madhubala». ActiveIndiaTV.com. Archivado desde el original el 21 de agosto de 2017. Consultado el 1 de abril de 2020.
63. ↑  Bharatan, Raju (14 de abril de 2014). Naushadnama: The Life and Music of Naushad (en inglés). Hay House, Inc. ISBN 978-93-81398-63-0.
64. ↑  
Akbar, 1997, p. 112; Jhingana, 2010, p. 26; Lanba y Patel, 2012, p. 116.
65. ↑  «Box Office 1954». 30 de octubre de 2013. Archivado desde el original el 30 de octubre de 2013. Consultado el 25 de abril de 2021.
66. ↑  Raheja, Dinesh (18 de octubre de 2002). «Madhubala: a sweet seduction». Rediff.com. Consultado el 27 de octubre de 2021.
67. ↑  Akbar, 1997, p. 61.

## Filmografía
| Película                   | Año  | Papel              |
| -------------------------- | ---- | ------------------ |
| Basant                     | 1942 | Manju              |
| Mumtaz Mahal               | 1944 |                    |
| Dhanna Bhagat              | 1945 |                    |
| Rajputani                  | 1946 |                    |
| Pujari                     | 1946 |                    |
| Phoolwari                  | 1946 |                    |
| Saat Samundaron Ki Mallika | 1947 |                    |
| Mere Bhagwan               | 1947 |                    |
| Khubsoorat Duniya          | 1947 |                    |
| Dil-Ki-Rani                | 1947 |                    |
| Chittor Vijay              | 1947 |                    |
| Neel Kamal                 | 1947 | La princesa Kamala |
| Parai Aag                  | 1948 |                    |
| Lal Dupatta                | 1948 |                    |
| Desh Sewa                  | 1948 |                    |
| Amar Prem                  | 1948 |                    |
| Sipahiya                   | 1949 |                    |
| Singaar                    | 1949 |                    |
| Paras                      | 1949 | Priya              |
| Neki Aur Badi              | 1949 |                    |
| Mahal                      | 1949 | Kamini             |
| Imtihaan                   | 1949 |                    |
| Dulari                     | 1949 |                    |
| Daulat                     | 1949 |                    |
| Apradhi                    | 1949 |                    |
| Pardes                     | 1950 | Chanda             |
| Nishana                    | 1950 |                    |
| Nirala                     | 1950 | Poonam             |
| Madhubala                  | 1950 |                    |
| Hanste Aansoo              | 1950 |                    |
| Beqasoor                   | 1950 | Usha               |
| Tarana                     | 1951 | Tarana             |
| Saiyan                     | 1951 | Saiyan             |
| Nazneen                    | 1951 |                    |
| Nadaan                     | 1951 |                    |
| Khazana                    | 1951 |                    |
| Badal                      | 1951 | Ratna Singh        |
| Aaram                      | 1951 | Leela              |
| Saqi                       | 1952 | Rukhsana           |
| Sangdil                    | 1952 | Kamal              |
| Rail Ka Dibba              | 1953 | Chanda             |
| Armaan                     | 1953 |                    |
| Bahut Din Huye             | 1954 | Chandrakanta       |
| Amar                       | 1954 | Anju               |
| Teerandaz                  | 1955 |                    |
| Naqab                      | 1955 |                    |
| Naata                      | 1955 |                    |
| Mr. & Mrs. '55             | 1955 | Anita Verma        |
| Shirin Farhad              | 1956 | Shirin             |
| Raj Hath                   | 1956 | Raja Beti          |
| Dhake Ki Malmal            | 1956 |                    |
| Yahudi Ki Ladki            | 1957 |                    |
| Gateway of India           | 1957 | Anju               |
| Ek Saal                    | 1957 | Usha Sinha         |
| Police                     | 1958 |                    |
| Phagun                     | 1958 | Banani             |
| Kalapani                   | 1958 | Asha               |
| Howrah Bridge              | 1958 | Edna               |
| Chalti Ka Naam Gaadi       | 1958 | Renu               |
| Baghi Sipahi               | 1958 |                    |
| Kal Hamara Hai             | 1959 | Madhu/Bela         |
| Insaan Jaag Utha           | 1959 | Gauri              |
| Do Ustad                   | 1959 | Madhu Sharma       |
| Mehlon Ke Khwab            | 1960 | Asha               |
| Jaali Note                 | 1960 | Renu/Beena         |
| Barsaat Ki Raat            | 1960 | Shabnam K. Bahadur |
| Mughal-e-Azam              | 1960 | Anarkali           |
| Passport                   | 1961 | Rita Bhagwandas    |
| Jhumroo                    | 1961 | Anjana             |
| Boy Friend                 | 1961 | Sangeeta           |
| Half Ticket                | 1962 | Rajnidevi/Asha     |
| Sharabi                    | 1964 | Kamala             |
| Jwala                      | 1971 |                    |